# NGC 25
Az NGC 25 egy lentikuláris galaxis a Phoenix (Főnix) csillagképben.

## Felfedezése
Az NGC 25 galaxist John Herschel fedezte fel 1834. október 28-án.

## Tudományos adatok
A galaxis 9465 km/s sebességgel távolodik tőlünk.